# Pyramica hirashimai
Pyramica hirashimai är en myrart som först beskrevs av Kazuo Ogata 1990.  Pyramica hirashimai ingår i släktet Pyramica och familjen myror. Inga underarter finns listade i Catalogue of Life.